# مارک فرگوس و هاوک اوتسبی

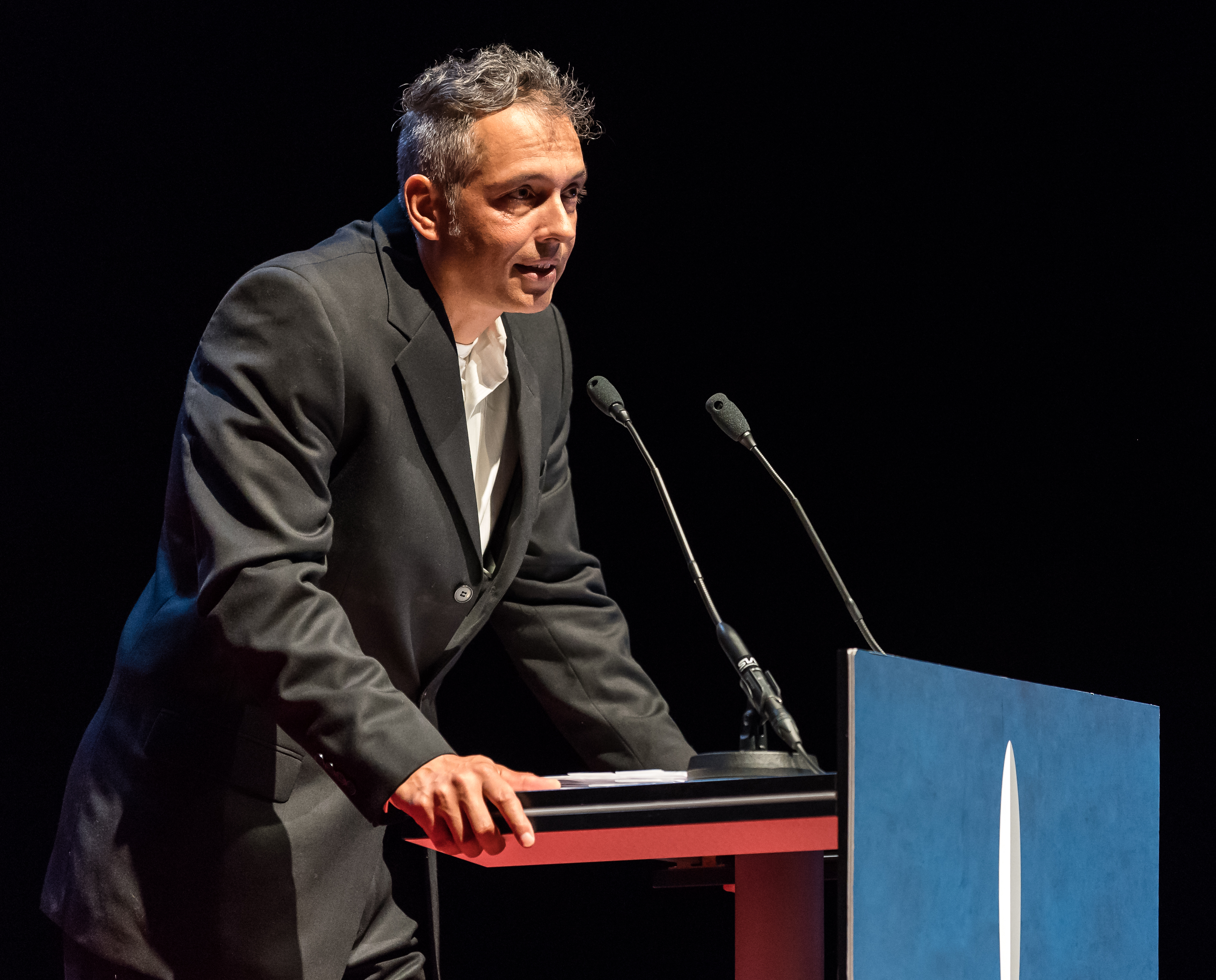
نگاره‌ٔ هاوک اوتسبی، فیلم‌نامه‌نویس آمریکایی - ۲۰۱۷

مارک فرگوس و هاوک اوتسبی (انگلیسی: Mark Fergus and Hawk Ostby) از فیلم‌نامه‌نویسان اهل آمریکا هستند که بیشتر به‌خاطر نوشتن فیلم‌نامهٔ فرزندان انسان و مرد آهنی شناخته می‌شوند. از دیگر کارهای آن‌ها می‌توان به کابوی‌ها و بیگانگان اشاره نمود.